# Nhóm ngôn ngữ Oïl
Nhóm ngôn ngữ Oïl (Langues d'oïl) là một cụm phương ngữ bao gồm tiếng Pháp và các ngôn ngữ bản địa gần gũi được nói ở bắc Pháp, nam Bỉ và Quần đảo Eo Biển. Những ngôn ngữ này thuộc nhóm ngôn ngữ Gaul-Rôman lớn hơn, bao gồm các ngôn ngữ lịch sử của miền trung-đông nước Pháp và miền tây Thụy Sĩ (Arpitan), miền nam nước Pháp (Occitan), một phần của miền bắc Ý và Val d'Aran của Tây Ban Nha.
Các nhà ngôn ngữ học chia các ngôn ngữ Rôman của Pháp, và đặc biệt là tiếng Pháp trung đại, thành ba nhóm địa lý: hai nhóm đầu tiên là Oïl và Occitan, cả hai đều được đặt tên theo từ 'có, vâng, dạ' (lần lượt là oïl và òc) và thứ ba là tiếng Franco-Provençal (Arpitan).

## Ý nghĩa và định hướng
Langues d'oïl chỉ đến các ngôn ngữ Gaul-Rôman bắc cổ đại cũng như hậu duệ thời hiện đại của chúng. Chúng chia sẻ nhiều đặc điểm ngôn ngữ, một đặc điểm nổi bật là từ oïl cho từ có. (Oc đã và vẫn là từ phía nam cho từ có, do đó, langue d'oc hoặc tiếng Occitan). Ngôn ngữ Oïl hiện đại được sử dụng rộng rãi nhất là tiếng Pháp (oïl được phát âm là [o.il] hoặc [o.i], đã trở thành [wi], oui trong tiếng Pháp hiện đại).

## Tình trạng

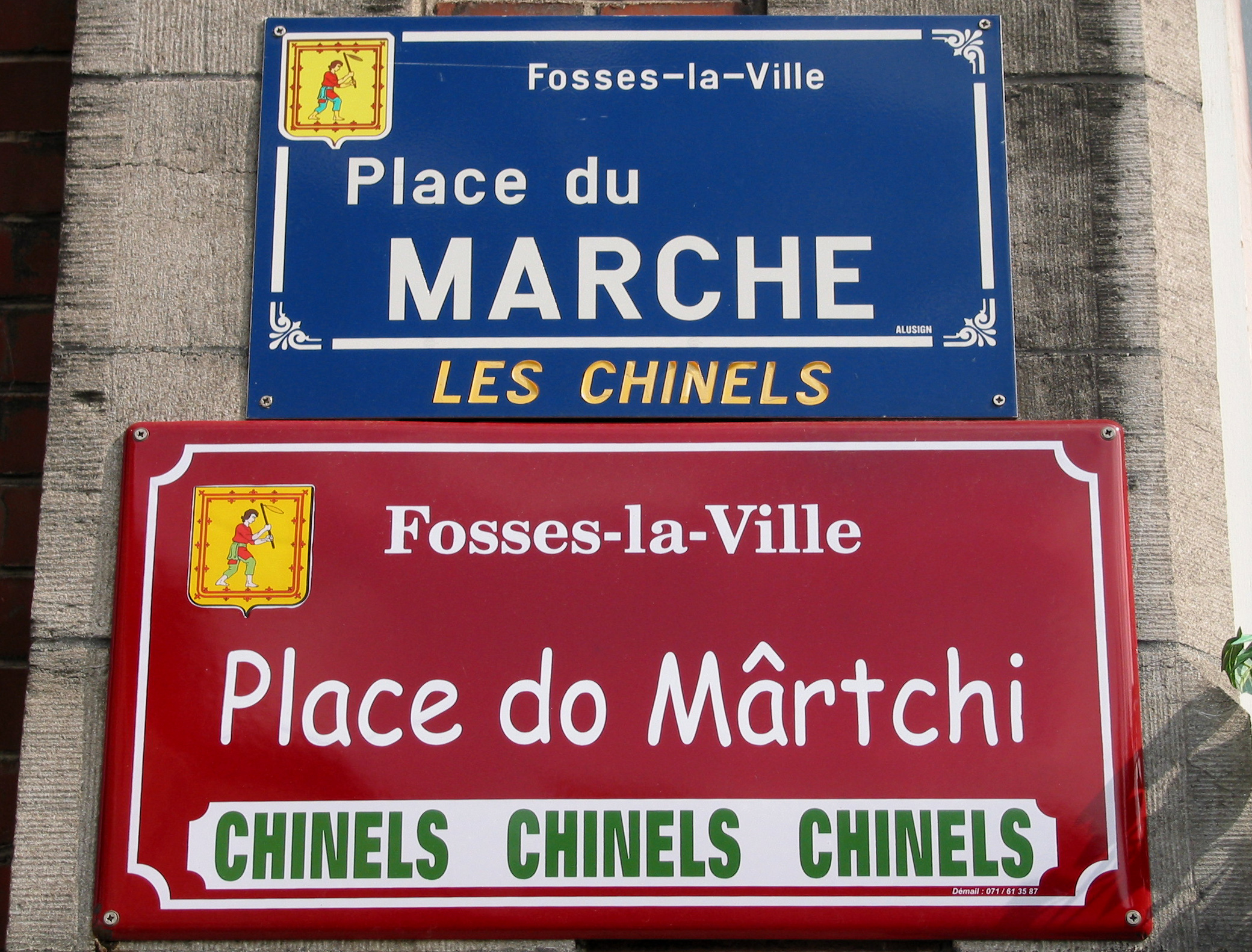
Bảng hiệu song ngữ cho quảng trường chợ bằng tiếng Pháp và tiếng Walloon

Ngoài tiếng Pháp, một ngôn ngữ chính thức ở nhiều quốc gia, các ngôn ngữ Oïl còn lại có địa vị rất thấp trong thời gian gần đây.
Hiện tại tiếng Walloon, tiếng Lorrain (dưới tên địa phương là Gaumais) và tiếng Champenois có địa vị ngôn ngữ vùng tại Wallonie.
Các ngôn ngữ Norman của Quần đảo Eo biển được hưởng một vị thế nhất định dưới chính quyền của Bailiwick và trong khuôn khổ ngôn ngữ khu vực và ít được sử dụng bởi Hội đồng Anh-Ireland. Tiếng Norman Anh, một phương ngữ của tiếng Norman từng là ngôn ngữ chính thức tại Anh, ngày nay chủ yếu sử dụng trong nghi lễ tôn vinh ở Vương quốc Anh (nay được gọi là tiếng Pháp pháp luật).
Chính phủ Pháp công nhận các ngôn ngữ Oïl là ngôn ngữ của Pháp, nhưng Hội đồng lập hiến Pháp đã cấm phê chuẩn Hiến chương châu Âu về ngôn ngữ địa phương hoặc dân tộc thiểu số.

## Ảnh hưởng
Nhóm ngôn ngữ Oil ít nhiều bị ảnh hưởng bởi ngôn ngữ bản địa của các bộ lạc German chinh phục, đặc biệt là người Francia. Điều này không quá rõ rệt về mặt từ vựng (vốn vẫn tràn ngập nguồn gốc Latinh) nhưng dễ dàng thấy được trong ngữ âm và cú pháp; người Frank, Burgundia và Norman đã trở thành giới cầm quyền và tiếng nói của họ được coi là tiêu chuẩn cho phần dân cư còn lại. Điều này giải thích cho sự khác biệt tương đối giữa tiếng Pháp so với các ngôn ngữ Rôman khác.

## Ngôn ngữ và phương ngữ chịu ảnh hưởng đáng kể của Oïl
- Tất cả các ngôn ngữ trong khu vực được nói ở Pháp, ở Bỉ và ở Luxembourg
- Tiếng Limburg, đặc biệt là phương ngữ Maastricht
- Tất cả các ngôn ngữ creole dựa trên tiếng Pháp
- Tiếng Anh (Oïl ảnh hưởng đến từ vựng, thông qua tiếng Norman Anh được nói bởi các tầng lớp thượng lưu ở Anh trong các thế kỷ sau cuộc chinh phạt của người Norman và sau đó là từ tiếng Pháp)
- Tiếng Bồ Đào Nha (ảnh hưởng của ngôn ngữ Oïl và tiếng Occitan đối với từ vựng, âm vị học, đặc biệt là phương ngữ Châu Âu, Ma Cao, Brazil Châu Âu hóa, Châu Phi và trong phép chính tả).